# René Rodière
René Rodière, né le 18 août 1907 à Alger et mort le 8 novembre 1981 à Paris, est un professeur de droit français, spécialisé notamment en droit comparé, en droit maritime et en droit commercial.

## Biographie
René Rodière est licencié en droit en 1928 à la Faculté de droit d'Alger. En 1931 il soutient sa thèse en droit dont le titre est : Le délit politique.
Il réussit le concours de l'agrégation des Facultés de droit en 1933, et est nommé maître de conférences agrégé à la Faculté de droit d'Alger en 1934. Il est titularisé professeur avec chaire en 1937.
Il est nommé secrétaire général adjoint, puis secrétaire général du Gouvernement tunisien, de 1944 à 1950.
Il est conseiller de l'UNESCO au Moyen-Orient en 1951 et 1952.
Il est nommé professeur, puis élu doyen, de la Faculté de droit d'Alger en 1953-1954.
René Rodière est nommé professeur à la Faculté de droit de Paris en octobre 1954. Il reste professeur dans cette université jusqu'à sa retraite.
Il est directeur de l'Institut de droit comparé de Paris de 1959 à 1981.
Il est doyen de la Faculté internationale pour l'enseignement du droit comparé de 1960 à 1981.

## Travaux

### Ouvrages
- Tome IX bis de Beudant, Cours de droit civil français, 2e edition, 1952.
- Manuel des transports terrestres et aériens, 1969.
- Traité général de droit maritime, 1970.
- Droit des transports terrestres et aériens, éd. Dalloz, 1973.
- Droit bancaire, 1975.
- Forme et preuve du contrat, 1979.
- Introduction au droit comparé, 1979.
- La mer : droits des hommes ou proie des États ?, 1980.
- Le droit maritime, Paris, PUF, coll. « Que sais-je ? », 1980.

### Articles et notes de jurisprudence
- La réticence peut-elle constituer un dol ?, note de jurisprudence in Sirey, 1931.2.201.
- La couverture des opérations de bourses, in Revue critique de législation et de jurisprudence, 1933, p. 28.
- La législation des accidents du travail est-elle applicable aux ouvriers engagés suivant contrat nul ?, in Revue juridique de la fédération nationale des mutilés et invalides de travail, 1936, n°4, p. 12.
- Les pouvoirs du tuteur sur les valeurs mobilières du mineur en droit belge et français, note de jurisprudence in Sirey, 1936.4.9.
- La notion de cause péremptoire du divorce, in Semaine Juridique (JCP), 1937.I.12.
- La vocation successorale ab intestat dans le projet italien de code civil, in Bulletin de la société de législation comparée, 1937, p. 200 et s.
- Évolution comparative des droits successoraux du conjoint survivant, in Bulletin de la société de législation comparée, 1937, p. 295 et s.
- La transcription des institutions contractuelles, in Revue trimestrielle de droit civil, 1941, p. 539 et s.

## Distinctions
- Chevalier (1949), puis officier (1962), enfin commandeur de la Légion d'honneur (1975).
- Officier du Mérite maritime (1965).

## Hommage
: ouvrage ayant servi à rédiger cet article
- Études offertes à René Rodière, éditions Dalloz, 1981, 540 pages.